# Jacamar vert
Galbula galbula
Espèce
Statut de conservation UICN

 LC  : Préoccupation mineure
Le Jacamar vert (Galbula galbula) est une espèce d'oiseau de la famille des galbulidés.
Son aire s'étend de l'est de la Colombie à l'Amapá et le centre-nord de l'Amazonie.